# Monomorium venustum
Monomorium venustum är en myrart som först beskrevs av Smith 1858.  Monomorium venustum ingår i släktet Monomorium och familjen myror. Inga underarter finns listade i Catalogue of Life.